# Sacerdocio de todos los creyentes
El sacerdocio de todos los creyentes o sacerdocio universal es una doctrina cristiana que proclama el sacerdocio general de todos los creyentes haciendo exclusión del sacerdocio ministerial o presbiterial.
Quienes la profesan se basan en su interpretación de varios pasajes del Nuevo Testamento. Es enfatizado sobre todo en el Protestantismo, que lo usa para rechazar cualquier concepto de sacerdocio ministerial o presbiterial, tal como lo proclaman otras iglesias cristianas como la  ortodoxa y católica. 
Algunos pasajes de la Escritura usados en la doctrina son:
Primera epístola de Pedro, 2:9:
Mas vosotros sois linaje escogido, real sacerdocio, nación santa, pueblo adquirido por Dios, para que anunciéis las virtudes de aquel que os llamó de las tinieblas a su luz admirable; (Versión Reina-Valera 1960)
Otros pasajes de las Escrituras relevantes son 1 Pedro 2:4-8, Apocalipsis 1:4-6, 5:6-10, y muchos en la Epístola a los Hebreos. 
La mayor parte de los credos protestantes rechazan la idea del sacerdocio presbiterial, interpretándolo como si fuera un monopolio. En muchas iglesias protestantes existen personas que trabajan a tiempo completo en labores tales como administrar y organizar la Iglesia, enseñar doctrina, dirigir cultos, administrar los sacramentos, etc.
En el libro de los Hechos, que da indicios de la forma de organización de la iglesia cristiana primigenia, se observa cómo la doctrina cristiana era enseñada por los apóstoles a todos los creyentes.
Martín Lutero y Juan Calvino convirtieron esta doctrina en uno de los principios básicos de su doctrina.
La mayoría de los protestantes establecen algún tipo de distinción entre sus propios ministros ordenados y los laicos, pero lo consideran asunto de orden y disciplina eclesiásticos y no son una jerarquía espiritual ni mucho menos "grados de santidad", pero en las otras doctrinas tienen que ver con administración, ministerio, y facultades.